# تشارلي ماكنيل
تشارلي ماكنيل (بالإنجليزية: Charlie McNeil)‏ هو لاعب كرة قدم أمريكية أمريكي، ولد في 7 أغسطس 1936 في كالدويل في الولايات المتحدة، وتوفي في 7 يناير 1994.

## وصلات خارجية
- تشارلي ماكنيل على موقع مرجع كرة القدم المحترفة.كوم (الإنجليزية)